# Ramona (Dakota del Sud)
Ramona és una població dels Estats Units a l'estat de Dakota del Sud. Segons el cens del 2000 tenia 190 habitants.

## Demografia
Segons el cens del 2000, Ramona tenia 190 habitants, 88 habitatges, i 52 famílies. La densitat de població era de 271,7 habitants per km².
Dels 88 habitatges en un 18,2% hi vivien nens de menys de 18 anys, en un 52,3% hi vivien parelles casades, en un 5,7% dones solteres, i en un 40,9% no eren unitats familiars. En el 40,9% dels habitatges hi vivien persones soles el 25% de les quals corresponia a persones de 65 anys o més que vivien soles. El nombre mitjà de persones vivint en cada habitatge era de 2 i el nombre mitjà de persones que vivien en cada família era de 2,67.
Per edats la població es repartia de la següent manera: un 14,2% tenia menys de 18 anys, un 7,4% entre 18 i 24, un 18,9% entre 25 i 44, un 25,8% de 45 a 60 i un 33,7% 65 anys o més.
L'edat mediana era de 52 anys. Per cada 100 dones de 18 o més anys hi havia 83,1 homes.
La renda mediana per habitatge era de 24.583 $ i la renda mediana per família de 40.938 $. Els homes tenien una renda mediana de 33.125 $ mentre que les dones 16.250 $. La renda per capita de la població era de 13.598 $. Entorn del 4,9% de les famílies i el 4,9% de la població estaven per davall del llindar de pobresa.

## Poblacions més properes
El següent diagrama mostra les poblacions més properes.